# 石蒜

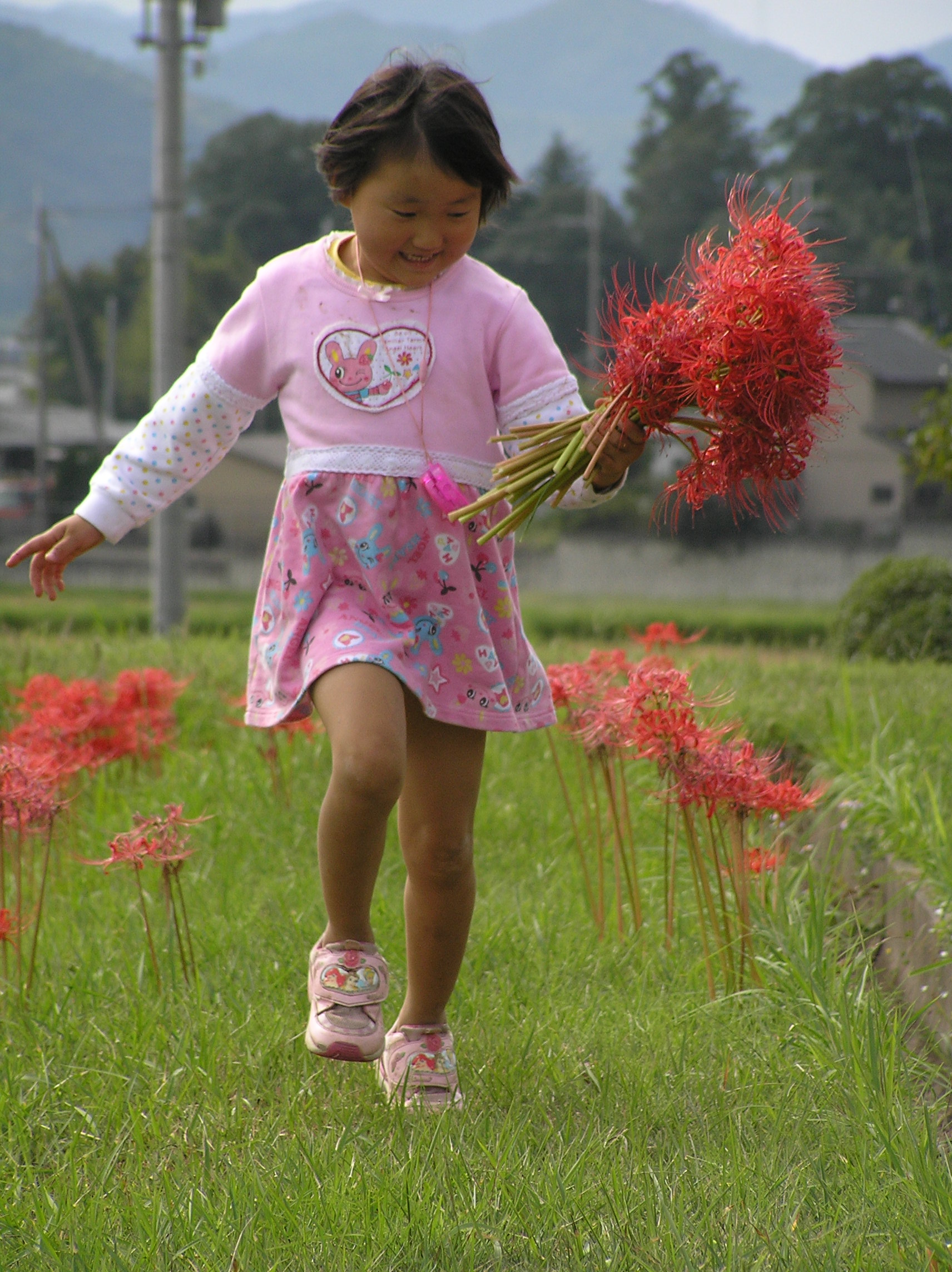
石蒜和小女孩

石蒜（學名：Lycoris radiata，种加詞「radiata」意為「放射狀的」），是一種石蒜科石蒜屬的多年生草本植物，通常說的石蒜花即其花朵部份，原產自東亞大陸（中國、韓國及尼泊爾），後被引進日本，在美國也有大量種植。石蒜花是有毒的，它的毒主要在莖葉中，吞食才會中毒，碰觸是不會中毒的。如果不小心誤食，會出現呼吸困難和聲音沙啞的症狀，需要立刻就醫。這種植物可以在家中種植，毒性不會通過空氣傳播。

## 名稱
該花在各個國家均有大量的別稱，以下一一列舉：
- 中國：花朵部份可稱為龍爪花[3]、一枝箭[2]、彼岸花，鳞茎部份可稱為烏蒜、烏鴉蒜、獨蒜、野蒜、龍爪草頭[4]、老鴉蒜、山烏毒、九層蒜[5]。
- 日本：花朵部份可稱為彼岸花[6]，根據日語翻譯梵語“mañjūṣaka”，日語漢字又可寫為曼珠沙華[7]，而在對於這個植物本身，在日本各地有多種別稱，如死人花、葬式花、天蓋花、天涯花、幽靈花、地獄花等[8][6]。
- 韓國：只有一個別稱，即相思花，取義韓文中的「花葉不相見」[9]。

## 形态
多年生草本植物；地下有球形鳞茎，外包暗褐色膜质鳞被。叶带状较窄，色深绿，自基部抽生，发于夏初，落于秋末。花期夏末秋初，约从7月至9月。花茎长30－60厘米，通常4－6朵排成伞形，着生在花茎顶端，花瓣倒披针形，花被红色（亦有白花品种），向后开展卷曲，边缘呈皱波状，花被管极短；雄蕊和花柱突出，花型较小，周长在6厘米以上。
石蒜系自花授粉植物，蒴果背裂，种子多数，一般以鳞茎3－4年繁殖一次。

## 习性
野生品种生长于阴森潮湿地，其着生地为红壤，因此耐寒性强，喜阴，能忍受的高温极限为日平均温度24℃；喜湿润，也耐干旱，习惯于偏酸性土壤，以疏松、肥沃的腐殖质土最好。有夏季休眠习性。球根含有生物碱利克林毒，可引致呕吐、痉挛等症状，对中枢神经系统有明显影响，可用于镇静、抑制药物代谢及抗癌作用。
花期为秋分前三天。红花石蒜喜阳光、潮湿环境，但也能耐半阴和干旱环境，稍耐寒，生命力颇强，对土壤也无严格要求，如土壤肥沃且排水良好，则花朵格外繁盛。

## 分布
石蒜原产于长江中下游、中国西南地区，以及馬祖列島，在越南、马来西亚及东亚各地也有分布，中国在宋代就有其记载，称无义草、龙爪花，虽美觀，但根茎有毒，不可随意食用。

## 园艺栽培
红花石蒜是东亚常见的园林观赏植物，冬赏其叶，秋赏其花。一般在开花后分球栽培为宜，栽培时施以足够基肥，以土盖没球茎，浇透水即可。
目前石蒜观赏胜地主要有中國大陸云南省大理與麗江、臺灣花蓮縣太魯閣、馬祖列島，及日本埼玉縣日高市等地。日本日高市巾着田例年9月半左右有游园会，根据花期多时可赏500万株。

## 醫藥用途

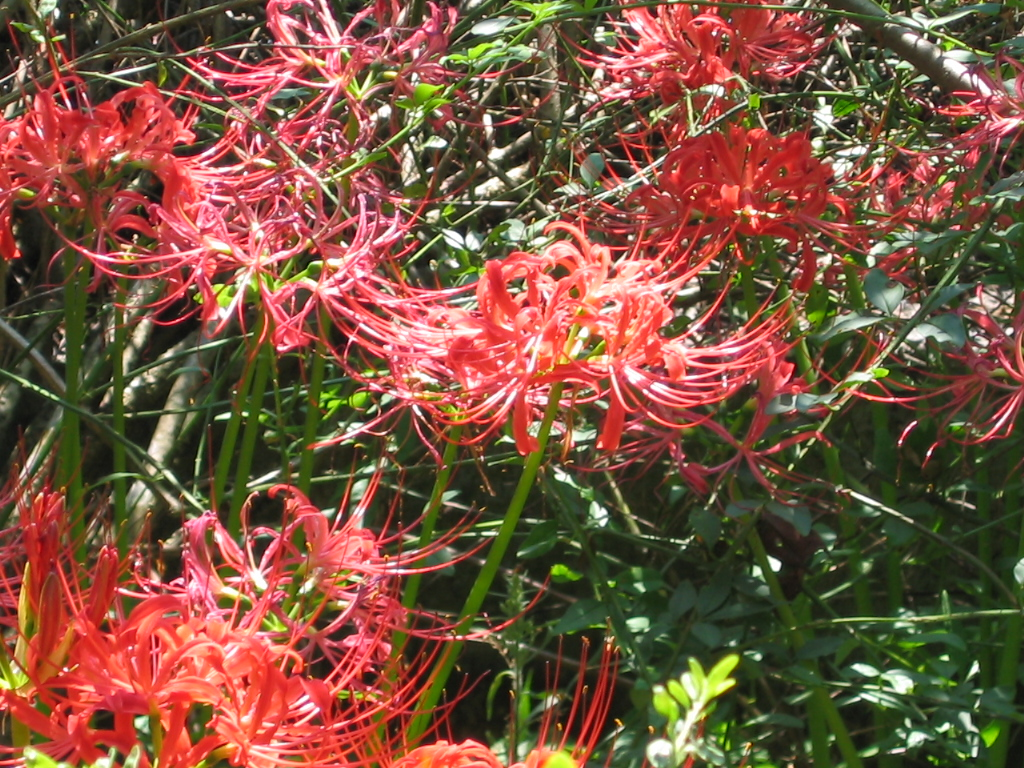
石蒜花丛

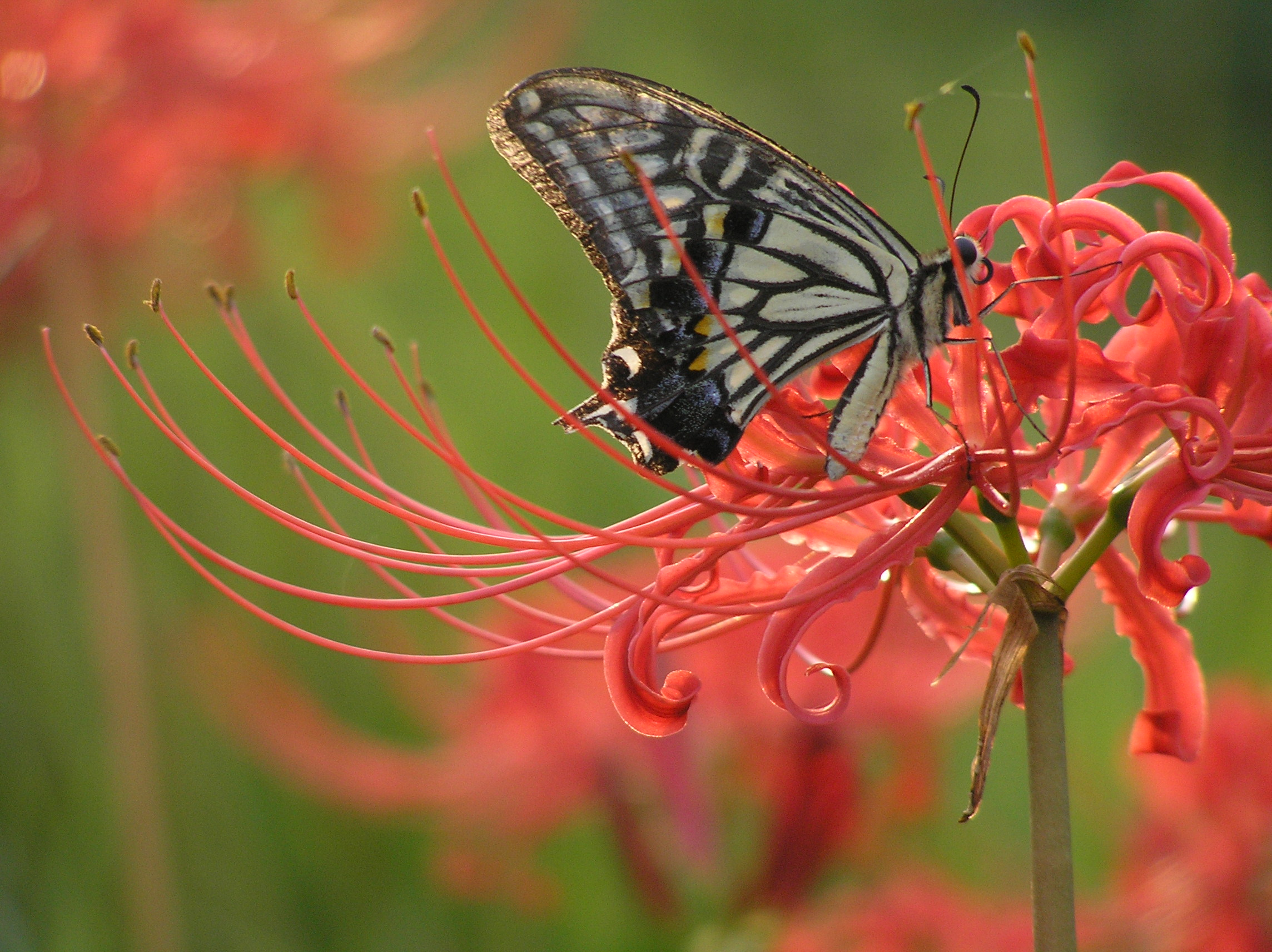
日本的石蒜和蝴蝶

根据中医典籍记载，红花石蒜鳞茎性温，味辛、苦，有毒，入药有催吐、祛痰、消肿、止痛、解毒之效。但如误食，可能会导致中毒，轻者呕吐、腹泻，重者可能会导致中枢神经系统麻痹，有生命危险。
根据药理学研究，红花石蒜鳞茎的主要药用成分是各种石蒜碱和加兰他敏。石蒜碱及其衍生物具有一定抗癌活性，并能抗炎、解热、镇静及催吐，对阿米巴痢疾亦有疗效。加兰他敏为可逆性胆碱酯酶抑制剂，用于脊髓灰质炎等中枢性麻痹疾病引起的瘫痪、重症肌无力等。目前这些成分均已可以以商业规模提取。

## 文化

### 東亞文化中的石蒜
石蒜在日本、韓國都被視為不吉利的象征。

#### 日本
由於石蒜整株具毒性，往往被種在墓地、田畦邊，以防小動物或小孩接近。色澤鮮紅似血，花期又近秋分，在日本被附會成《法華經》中的接引之花曼珠沙華。加之石蒜葉落花開，花落葉發，永不相見，因此在日本傳說中，此花便帶上了死亡和分離的不祥色彩，較常用於喪禮。
除了將石蒜雅稱為「曼珠沙華」外，日本人更常稱石蒜為「彼岸花」。由於日人會在秋分時掃墓，因此秋分前後三天被稱為「秋彼岸」，而於此時盛開的石蒜，自然就成為黃泉的象徵了。

#### 馬祖列島
馬祖地方政府將紅花石蒜列為珍稀保育類植物，嚴禁攜帶出境。當地人稱「螃蟹花」，又因花開時不長葉，綻放時有如幽靈、也似鬼魅，忽地在海濱山崖現蹤，因而被稱為「幽靈花」和「鬼蒜花」。紅花石蒜列為中華民國連江縣的縣花。

#### 華人地區
中國唐代段成式所著的《酉陽雜俎》卷十九：「金燈，一曰九型，花葉不相見，俗惡人家種之，一名無義草。合離，根如芋魁，有遊子十二環之，相須而生，而實不連，以氣相屬，一名獨搖，一名離母，言若士人所食者，合呼為赤箭。」因為其花葉不相見之特徵，視為無義的代表，認為是俗惡人家所種。
現代受到日本文化產品的影響，年輕的一代更多使用「彼岸花」和「曼珠沙華」來稱呼石蒜，甚至有商家推出「彼岸花」圖樣的漢服。2017年，奇華餅家將此花用於中秋節月餅廣告時，加上廣告本身有其他設計問題及涉嫌抄襲，在香港遭到劣評如潮，指斥等是將喜事當成喪事。
河洛工作室開發的遊戲《俠之道》內的其中一名反派石司命，其稱號「無義金燈」的來源就是石蒜。

### 花語
- 日本：「热情、孤立、重逢、放弃、悲伤的回忆」